# Adorján Jenő (hegedűművész)
Adorján Jenő (Nagykároly, 1874. március 24. – Gödöllő, 1903. szeptember 18.) magyar hegedűművész, zeneszerző.
Joachim József és Hubay Jenő tanítványa volt. Dolgozott Párizsban, Lübeckben, majd a düsseldorfi operában és városi zenekarban, mint koncertmester. Hegedűdarabokat és gyakorlatokat komponált.

## Érdekesség
Szomory Dezső, A párizsi regény szerzője úgy emlékszik rá, mint aki nagylelkűen megosztja vele a nyomor frankjait, és akivel együtt csapják zálogba az Amati-hegedűt az "Irgalom hegyén". A zenei műveltségű író a Nyugatban 1925-ben megjelentetett Levelek egy barátnőmhöz című írásában leírja párizsi találkozását Adorjánnal, szegény honfitársával, aki megmenti őt a lecsúszástól azzal, hogy ad egy színházjegyet egy Offenbach-előadásra. Szomory annyira felvillanyozódik, hogy ott helyben nekilát új drámájának írásához. Egyesek az Osztrák–Magyar Monarchia diffúz virtuózának hívták.